# Frambezija
Frambezija je nalezljiva endemična bolezen v tropskih in subtropskih deželah, ki jo povzroča bakterija Treponema pallidum pertenue. Potek bolezni je podoben sifilisu, značilni znaki pa so malinaste papule po koži.

## Mikrob in epidemiologija
Frambezijo povzroča spiralna bakterija (spiroheta) T. pertenue, ki je pravzaprav podvrsta T. pallidum (T. pallidum subsp. pertenue). Bakterija je po mnogih lastnostih podobna T. pallidum subsp. pallidum, ki povzroča sifilis, zato jo nekateri taksonomsko ne ločujejo.
Razširjena je v vlažnih tropskih deželah v Afriki, Južni Ameriki, Jugovzhodni Aziji in Oceaniji. V 50-ih letih dvajsetega stoletja je bilo ocenjeno število obolelih 50 milijonov. S pomočjo programov za izkorenjenje bolezni Svetovne zdravstvene organizacije (WHO) naj bi se število obolelih zmanjšalo na okoli 2,5 milijona do 70-ih let. Ukinitev programov je vodila do ponovnih izbruhov bolezni v nekaterih področjih, še posebej v Zahodni Afriki.
Obolevajo predvsem otroci. Bolezen je spolno neprenosljiva, zato se prenaša le preko stika poškodovane kože s kužnim izcedkom iz kožnih sprememb na obolelem.

## Klinični znaki in simptomi
Otroci se z bakterijo okužijo povečini pred puberteto. Inkubacijska doba primarne faze je od 3 do 5 tednov, lezije se pojavijo sprva na nogah. Spremembe se večajo in dobijo obliko malinastih papul, pozneje pa izginejo in se spontano zazdravijo v šestih mesecih. Pozneje v življenju se pogosto pojavijo ponovni izbruhi bolezni. Lezije lahko zajamejo tudi kosti, še posebej na prstih, ter dolge kosti in čeljusti. V nasprotju s sifilisom se v poznih fazah ne razvijejo poškodbe na živčevju in srčnožilnem sistemu. Kongenitalna oblika bolezni ni znana.